# Ermita de Sant Sebastià (Calaf)
L'Ermita de Sant Sebastià és una església del municipi de Calaf (Anoia) inclosa en l'Inventari del Patrimoni Arquitectònic de Catalunya.

## Descripció
És un petit edifici de planta rectangular, sense absis. Tota la nau és coberta amb una volta de canó. La porta d'entrada, amb un arc de mig punt, és als peus de l'església i sobre ella hi ha un petit campanar d'espadanya.

## Història
Es tracta d'una capella votiva, erigida pels jurats de Calaf entorn de l'any 1690, amb motiu d'haver-se deslliurat la població de la pesta bubònica, que assolà el país en aquells temps, l'any 1651. Actualment s'està repicant el guix que recobreix totes les parets i la volta de l'interior de la nau, i s'està deixant la pedra al descobert. El 1880 caigueren les seves voltes i fou reparada.